# 帕克替尼
帕克替尼（INN：Pacritinib），商品名为Vonjo，是一种用于治疗骨髓纤维化的抗癌药物。它是一种大环蛋白激酶抑制剂。它主要抑制JAK激酶2和FMS样酪氨酸激酶3。
常见的副作用包括腹泻、血小板计数低、恶心、贫血和腿部肿胀。

## 医疗用途
帕克替尼可用于治疗患有罕见形式的骨髓疾病（称为中度或高风险原发性或继发性骨髓纤维化）并且血小板（凝血细胞）水平低于50,000/µL的成年人。

## 历史
帕克替尼的有效性和安全性在一项研究中得到证实，该研究包括63名患有中度或高危原发性或继发性骨髓纤维化和低血小板的参与者，他们每天两次接受200mg的帕克替尼或标准治疗。有效性是根据从基线到第24周脾脏体积减少35%或更多的参与者的比例来确定的。与标准治疗组的一名参与者（3%）相比，帕克替尼治疗组的九名参与者（29%）的脾脏体积减少了35%或更多。
美国食品和药物管理局批准了帕克替尼优先审查、快速通道和孤儿药指定的申请。